# 1841年香港
|        | 香港歷史 \| 香港歷史年表                                                                                                   |
| 世紀： | 18世紀香港 \| 19世紀香港 \| 20世紀香港                                                                                     |
| 年代： | 1810年代香港 \| 1820年代香港 \| 1830年代香港 \| 1840年代香港 \| 1850年代香港 \| 1860年代香港 \| 1870年代香港               |
| 年份： | 1837年香港 \| 1838年香港 \| 1839年香港 \| 1840年香港 \| 1841年香港 \| 1842年香港 \| 1843年香港 \| 1844年香港 \| 1845年香港 |
| 紀年： | 辛丑年（牛年）、香港開埠之年                                                                                               |

## 大事記
- 1月25日，英國皇家海軍官兵登陸香港島。[1]
- 1月26日，英國根據《穿鼻草約》聲稱擁有香港主權。[2]
- 2月2日，義律宣布香港為自由港。[2]
- 3月23日，英軍佔領九龍官涌及尖沙咀炮台。
- 6月14日，首次香港土地拍賣於澳門舉行。
- 6月22日，莊士敦就任首任香港護理總督。
- 8月9日，域多利監獄建成。
- 8月12日，砵甸乍就任香港護理總督。
- 11月，花園道口開設首間郵政局。